# تاكايوكي أوداجيما
تاكايوكي أوداجيما (باليابانية: 小田島 隆幸) (15 سبتمبر 1977 في تشيغاساكي في اليابان – )؛ هو لاعب كرة قدم ياباني سابق كان يلعب كمدافع.

## وصلات خارجية
- تاكايوكي أوداجيما على موقع رابطة كرة القدم اليابانية للمحترفين (اليابانية)